# 居比
居比（德語：Güby）是德国石勒苏益格－荷尔斯泰因州的一个市镇。总面积11.89平方公里，总人口856人，其中男性450人，女性406人（2011年12月31日），人口密度72人/平方公里。